# وليام جوبي
وليام جوبي (بالإنجليزية: William Joppy)‏ مواليد 11 سبتمبر 1970 في ماريلاند، الولايات المتحدة، هو ملاكم أمريكي يصنف ضمن فئة وزن خفيف الثقيل.

## إحصائيات
خاض خلال مسيرته 49 نزالا، فاز في 40 وتعادل في 2 وخسر في 7. فاز بالضربة القاضية في 30 نزالا.

## روابط خارجية
- وليام جوبي على موقع بوكس ريك (الإنجليزية) (registration required)